# Dieter Kalenbach
Dieter Kalenbach (Düsseldorf, 29 agosto 1937 – 1º novembre 2021) è stato un fumettista tedesco.
Fra le sue opere più note vi son sono Turi e Tolk e la biografia illustrata di Hitler in due volumi (Hitler: Die Machtergreifung e Hitler: Der Völkermörder).

## Opere
- Hitler: Die Machtergreifung, Carlsen, Amburgo, 1989
- Hitler: Der Völkermörder, Carlsen, Amburgo, 1989
- Turi & Tolk Werksausgabe, Band 1: Die Rentierräuber, Verlag Jurgeit, Krismann & Nobst 2005